# Howl (film, 2015)
Pour les articles homonymes, voir Howl (homonymie).
Pour plus de détails, voir Fiche technique et Distribution.
Howl est un direct-to-video britannique écrit et réalisé par Paul Hyett et sorti en 2015.

## Synopsis
Dans un train de banlieue londonienne, à la tombée de la nuit, le voyage se transforme en cauchemar lorsqu’un jeune contrôleur et un groupe de voyageurs se retrouvent à devoir lutter à mort contre des créatures maléfiques et terrifiantes.

## Distribution
- Ed Speleers : Joe
- Holly Weston (en) : Ellen
- Shauna Macdonald : Kate
- Elliot Cowan : Adrian
- Amit Shah : Matthew
- Sam Gittins : Billy
- Rosie Day (en) : Nina
- Duncan Preston (en) : Ged
- Ania Marson : Jenny
- Calvin Dean (en) : Paul
- Brett Goldstein : David
- Sean Pertwee : Tony, le conducteur du train
- Ryan Oliva : le loup garou leader - Scar
- Robert Nairne : le loup garou femelle - Hunchback
- Ross Mullan (en) : le loup garou femelle leader - Blonde
- Malcolm Trussler : Malcolm
- Joel Phillimore : le loup garou femelle - Bald
- Phelim Kelly : Man on Platform
- Driek Constantine : un passager (non crédité)
- Aaron Sequerah : un passager (non crédité)
- Venla Shalin : un passager (non crédité)
- Miroslav Zaruba : un passager (non crédité)